# Rhodometra intermediaria
Rhodometra intermediaria là một loài bướm đêm trong họ Geometridae.